# Gabriela Mamani
Gabriela Mamani (* 7. Dezember 1998) ist eine bolivianische Leichtathletin, die im Mittel- und Langstreckenlauf antritt.

## Sportliche Laufbahn
Erste internationale Erfahrungen sammelte Gabriela Mamani im Jahr 2025, als sie bei den Hallensüdamerikameisterschaften in Cochabamba in 11:00,21 min die Bronzemedaille im 3000-Meter-Lauf hinter ihrer Landsfrau Benita Parra und Mica Rivera aus Peru gewann und über 1500 Meter in 4:59,11 min den vierten Platz belegte.

## Persönliche Bestleistungen
- 1500 Meter: 4:50,60 min, 25. Mai 2024 in Santa Cruz de la Sierra
  - 1500 Meter (Halle): 4:58,12 min, 9. Februar 2025 in Cochabamba
  - 3000 Meter (Halle): 10:41,70 min, 8. Februar 2025 in Cochabamba